# Illecillewaet River
Der Illecillewaet River ist ein 72 km langer Fluss im Osten der kanadischen Provinz British Columbia.

## Flusslauf
Das Quellgebiet des Illecillewaet River befindet sich an der Südwestflanke der Sir Donald Range in den Selkirk Mountains. Dort wird der Fluss vom Illecillewaet-Gletscher auf einer Höhe von etwa 2100 m gespeist. Der Illecillewaet River strömt in überwiegend westsüdwestlicher Richtung durch das Gebirge. Der British Columbia Highway 1 (Trans-Canada Highway) folgt 4 km unterhalb des Gletschers entlang dem Fluss bis zu dessen Mündung. Der Illecillewaet River passiert die Kleinstadt Revelstoke und mündet schließlich in das obere Ende des 440 m hoch gelegenen Stausees Upper Arrow Lake. Die oberen 20 km des Illecillewaet River befinden sich innerhalb des Glacier-Nationalparks.

## Hydrologie
Seit der Fertigstellung des Hugh Keenleyside Dam 1968 am Columbia River und dessen Aufstau zu den Arrow Lakes mündet der Illecillewaet River nicht mehr direkt in den Columbia River, sondern in das obere Ende des Stausees, dessen oberer Teil als Upper Arrow Lake bezeichnet wird. Das Einzugsgebiet des Illecillewaet River umfasst ein Areal von 1230 km². Der mittlere Abfluss 10,5 km oberhalb der Mündung beträgt 53 m³/s. Die höchsten Abflüsse treten gewöhnlich zwischen Mai und August auf.